# Clubiona subtrivialis
Clubiona subtrivialis är en spindelart som beskrevs av Embrik Strand 1906. Clubiona subtrivialis ingår i släktet Clubiona och familjen säckspindlar. Inga underarter finns listade i Catalogue of Life.